# Käte Reiter
Käte Reiter (* 14. Juli 1927 in Düsseldorf; † 16. April 2013 ebenda) war eine deutsche Schriftstellerin.

## Leben
Käte Reiter absolvierte nach dem Besuch der Volksschule eine kaufmännische Lehre und war anschließend als kaufmännische Angestellte tätig, später dann als selbstständige Kauffrau. In  den 1960er Jahren begann sie, eigene Texte in Zeitschriften und Anthologien zu veröffentlichen. Sie lebte in Düsseldorf.
Käte Reiter war Verfasserin von Kurzprosa und Gedichten. Sie erhielt 1972 einen Förderpreis der Stadt Düsseldorf sowie 1976 den Förderpreis für Literatur des Landes Nordrhein-Westfalen.

## Werke
- Ja und Nein. Duisburg 1970
- Federort. Düsseldorf 1973
- Wohin mit dem Duft der Worte. Düsseldorf [u. a.] 1974
- Käte Reiter. Düsseldorf 1975
- Meine Haut die Zeit. Düsseldorf 1981
- Ich übe schon lange die Zeit. Düsseldorf 1985
- Füße im Kopf. Düsseldorf 1989
- Den Samen der Steine sammeln. Düsseldorf 2007